# Lot (ryzost)
Lot je stará jednotka míry a ryzosti používaná v mincovnictví, stříbrnictví a klenotnictví pro označení jakosti stříbra. Podle ní se nazývá měrná soustava lotová.  Zkoušení ryzosti se nazývalo lotová průba. Zkušební mistr byl probéř. Všeobecně platily loty v Evropě do 19. století. Nahradila je soustava SI.

## Historie
Tato jednotka byla historicky zavedena ve středověku. 
- Privilegium vídeňského cechu zlatníků z roku 1366 o zkoušení drahých kovů předepisuje ryzost 20 karátů pro zlaté zboží a 15 lotů pro stříbrné zboží a nařizuje slévání drahých kovů pod dohledem mincmistra. Zkoušky ryzosti ukazují, že se tato ryzost dodržovala u mincí, nádobí a šperky bývají 14 nebo 13lotové.Rakousko-uherský lotový punc pro 13 lotové stříbro (rok 1807)

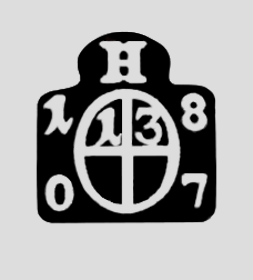
Rakousko-uherský lotový punc pro 13 lotové stříbro (rok 1807)

- Císaři Maxmilián I. roku 1494, Ferdinand I. 1562 a Rudolf II. 1582 dosavadní předpisy potvrdili.
- Patent císaře Leopolda I. z roku 1659 stanovil nejnižší ryzost 14 lotů pro každé stříbrné zboží.
- Patent císaře Josefa I. z roku 1708 povoluje také 13lotové stříbro. Stříbrníci totiž protestovali, že 15lotové stříbro je příliš měkké a pro některé výrobky tudíž nevhodné.
- Císař Karel VI. roku 1737 zvýšil opět ryzost na 15 lotů stříbra.
- Puncovní patent císařovny Marie Terezie roku 1774 uvádí vyobrazení úředních puncovních značek pro stříbrné lotové zboží, 15 lotů, 13 lotů a pro zboží nižší ryzosti zavádí označení schlechtes Silber (špatné stříbro).
- Patent císaře Josefa II. z roku 1788 potvrzuje 15 a 13 lotů.
- Používání podílů Rakousku zrušil Puncovní zákon císaře Františka Josefa I. z roku 1866, od 1. ledna 1867 do konce trvání říše platila nová soustava s přepočty na tisícinné vyjádření promile. Stříbrné zboží bylo odstupněno čtyřmi číselnými značkami, které se začaly razit na zboží: č. 1. 950/1000 (15 lotů), č. 2  900/1000 (14 lotů), č. 3  800/1000, č. 4  750/1000 (12 lotů).

## Lotová soustava
Základem je celek, tj. 1 hřivna (marka) ryzího stříbra = 16 lotů = 64 kventlíků. 16 lotů je vyjádřeno současnou mírou jako 1000/1000, 1 lot = 62,5/1000.
Loty do soustavy SI nepatří.

## Převod na další jednotky, tisíciny, promile
- 1 lot = 62/1000
- 12 lotů = 750/1000
- 13 lotů = 812,5/1000
- 14 lotů = 875/1000
- 15 lotů = 937,5/1000
- 16 lotů = 999/1000